# リレーションシップ・オブ・コマンド
『リレーションシップ・オブ・コマンド』 (Relationship of Command) は、アメリカのポストハードコアバンド、アット・ザ・ドライヴインが2000年に発表した3rdアルバムであり、最初で最後のメジャー・アルバム。ロス・ロビンソンをプロデューサーとして迎え、アンディ・ウォレスがミキシングを担当した。「ロロデックス・プロパガンダ」ではイギー・ポップがゲスト参加している。
また、2006年にギターワールド誌が行った「グレイテスト・ギターアルバム100」では94位に、スピン・マガジン誌が行った「グレイテスト・アルバム・ベスト100 1985-2005」では83位にランクインしている。
日本では、 2001年11月にテレビ番組『タモリ倶楽部』のコーナーである空耳アワーで「スリープウォーク・カプセル」の ”ど・ど・ど・ど・童貞ちゃうわ！”という空耳が紹介されたことが知られている。この空耳は同年末の空耳アワード2001にてグランプリを獲得。記念品として特製のゴールデン空耳ジャンパーがアット・ザ・ドライヴインに贈呈された。

## 収録曲
1. アークアーセナル - Arcarsenal (2:55)
2. パターン・アゲインスト・ユーザー - Pattern Against User (3:17)
3. ワン・アームド・シザー - One Armed Scissor (4:19)
4. スリープウォーク・カプセル - Sleepwalk Capsules (3:27)
5. インヴァリッド・リッター・デパートメント - Invalid Litter Dept. (6:05)
6. マネキン・リパブリック - Mannequin Republic (3:02)
7. エンフィレード - Enfilade (5:01)
8. ロロデックス・プロパガンダ - Rolodex Propaganda (2:55)
9. クォランティーンド - Quarantined (5:24)
10. コスモノート - Cosmonaut (3:23)
11. ノン・ゼロ・ポシビリティ - Non-Zero Possibility (5:36)
12. エクストラカリキュラー - Extracurricular (3:58) ※
13. カタコーム - Catacombs (4:13) ※

※日本盤ボーナス・トラック